# Tangara à dos rouge
Ramphocelus dimidiatus
Espèce
Répartition géographique
Statut de conservation UICN

 LC  : Préoccupation mineure
Le Tangara à dos rouge (Ramphocelus dimidiatus), tangara cramoisi ou tangara à dos écarlate, est une espèce de passereau appartenant à la famille des Thraupidae.

## Habitat

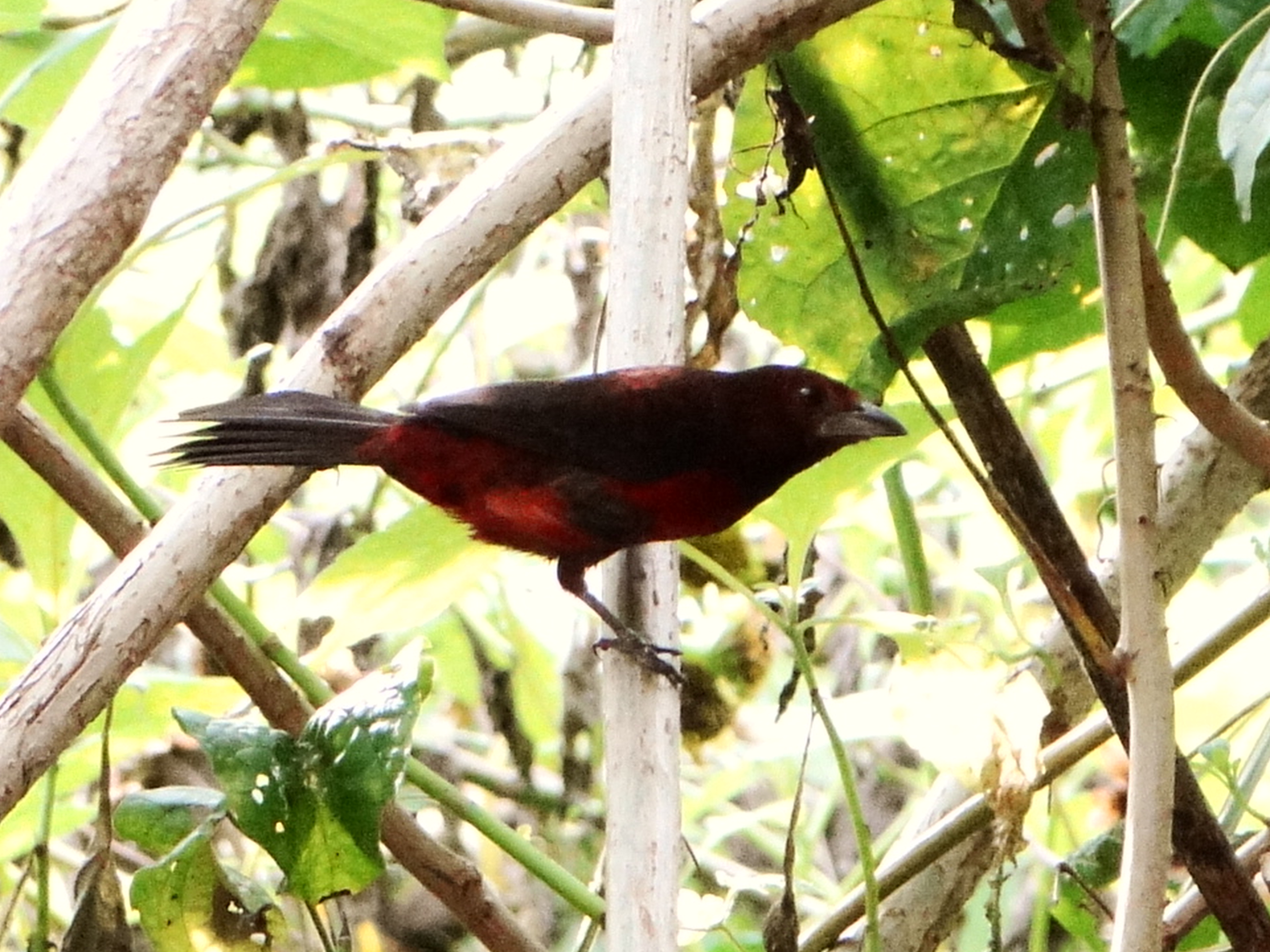
Un tangara à dos rouge
au parc national Henri Pittier.

Il habite les forêts humides subtropicales ou tropicales en plaine et les forêts primaires fortement dégradées.

## Répartition et sous-espèces
Selon la classification de référence du Congrès ornithologique international (15.1, 2025) il se répartit en quatre sous-espèces :
- R. d. arestus Wetmore, 1957 — île Coiba ;
- R. d. limatus Bangs, 1901 — archipel des Perles ;
- R. d. dimidiatus Lafresnaye 1837 — Panama, Colombie et nord-ouest du Venezuela ;
- R. d. molochinus Meyer de Schauensee, 1950 — amont du río Magdalena.

Il a été introduit en Polynésie française.